# Schloss Peleș

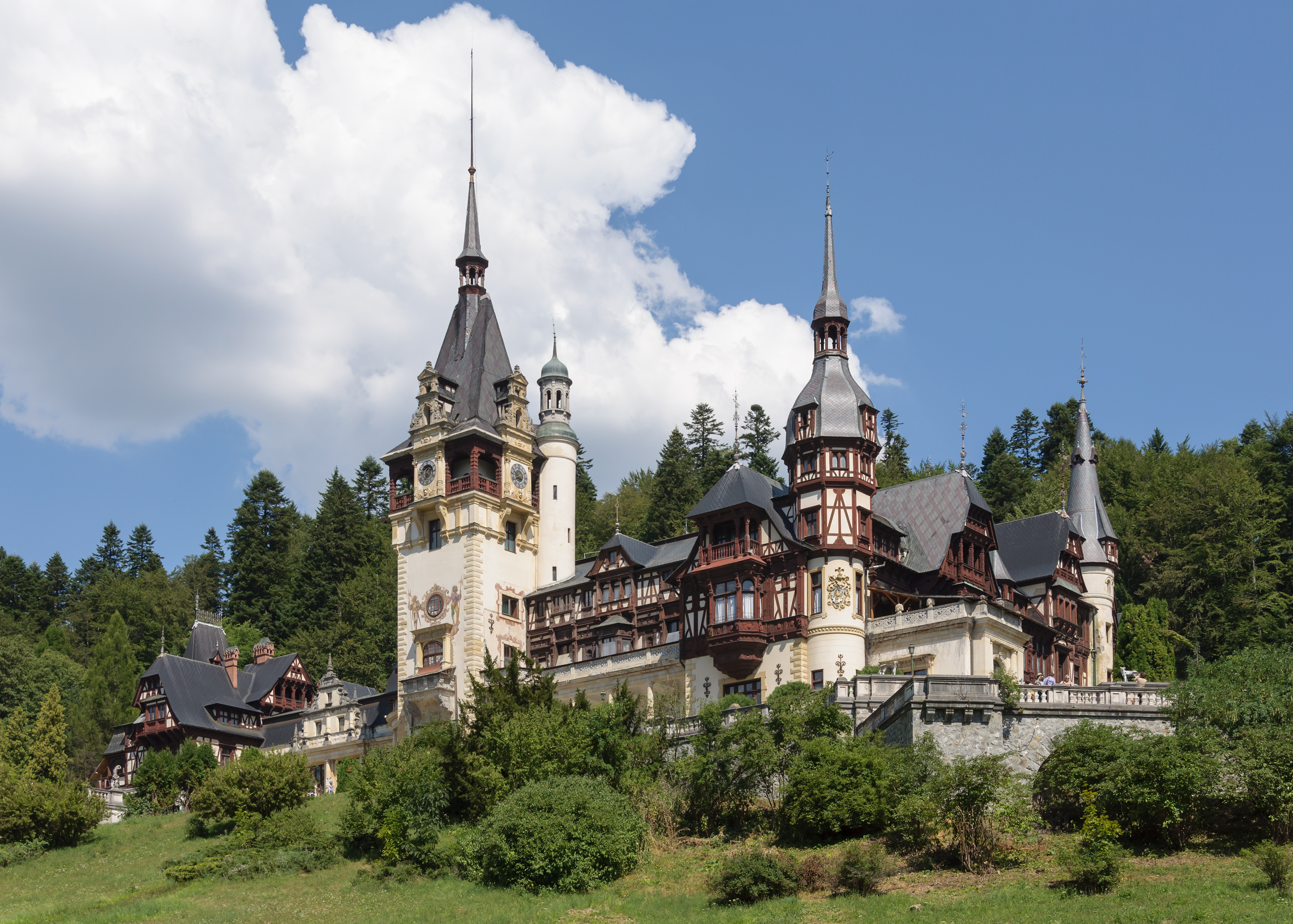
Schloss Peleș

Das Schloss Peleș (rumänisch Castelul Peleș), deutsch Schloss Pelesch, ist die ehemalige Sommerresidenz der Könige von Rumänien in Sinaia bei Kronstadt. Es gehört zu den meistbesuchten Sehenswürdigkeiten Rumäniens. Etwa 300 Meter hangaufwärts steht das kleinere Schloss Pelișor.

## Geschichte

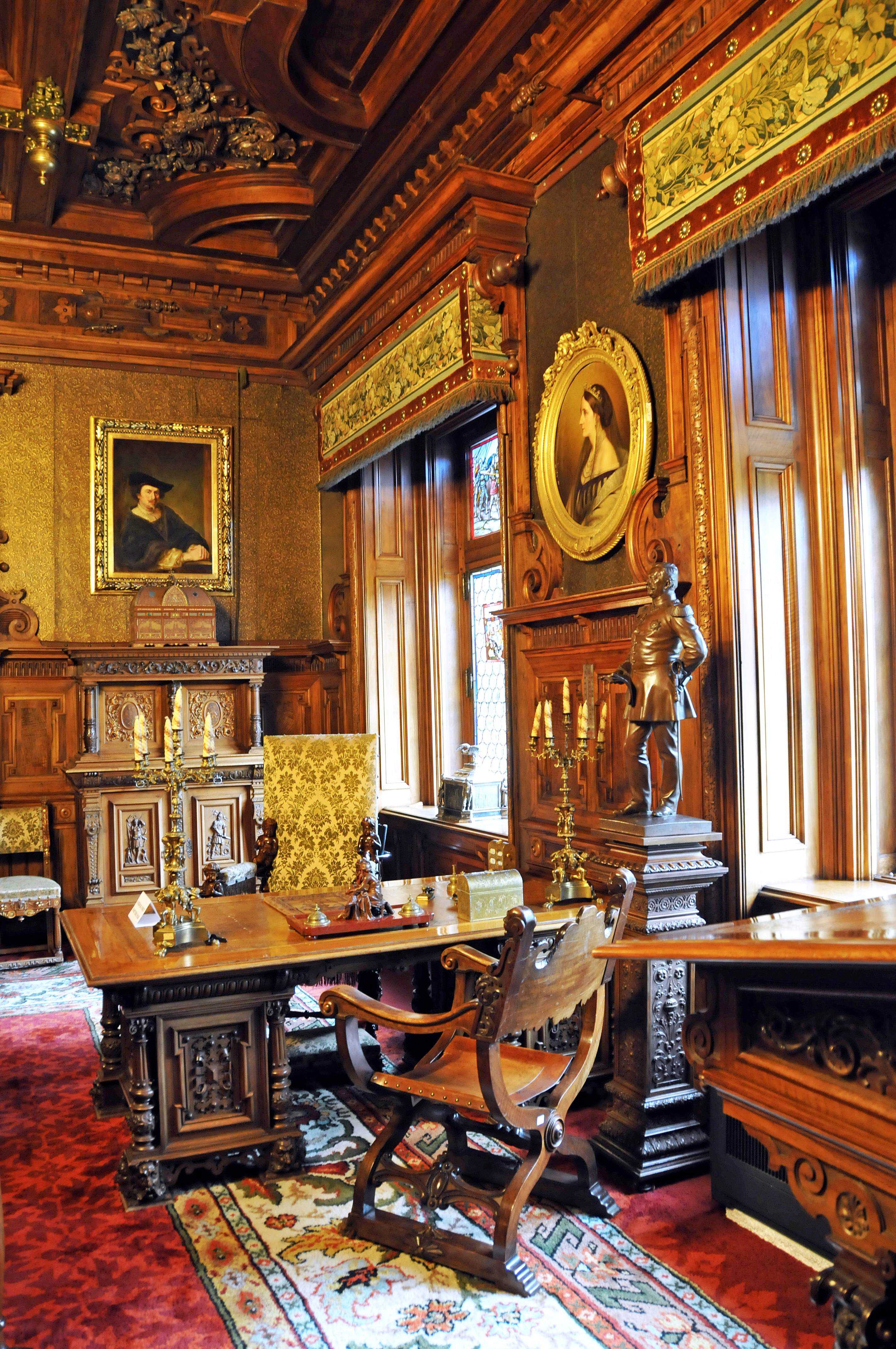
Arbeitszimmer Carols I.

Das am Rande der Karpaten in Siebenbürgen gelegene Schloss wurde zwischen 1873 und 1883 für König Carol I. von Rumänien in Sinaia bei Kronstadt (rum. Brașov) erbaut. Der Bauherr beauftragte den Wiener Architekten Carl Wilhelm Christian Ritter von Doderer mit der Planung. Nach 1876 übernahm Doderers Assistent Johannes Schultz die weiteren Bauarbeiten und veränderte die ursprünglichen Pläne. Die offizielle Einweihung des Schlosses fand am 7. Oktober 1883 statt. Der böhmische Architekt Karel Liman erhielt zwischen 1893 und 1914 den Auftrag, weitere Bauarbeiten, einschließlich der Errichtung des Hauptturms, durchzuführen. Bis zu Carols Tod im Jahr 1914 diente das Schloss als dessen Sommerresidenz. Nach dem Sturz der Monarchie und der Ausrufung der Volksrepublik 1947 beschlagnahmte das kommunistische Regime das Schloss. Erst nach der demokratischen Revolution von 1989 wurden die Schlösser Peleș und Pelișor an den im Schweizer Exil lebenden Ex-König Michael zurückübertragen.
Der Erker und die Fachwerkmauern des Schlosses erinnern sowohl an die rumänische k.u.k.-Zeit (Sinaia hat allerdings nie zu Österreich-Ungarn gehört) als auch an die Burg Hohenzollern, wo der König seine ersten Lebensjahre verbrachte. Sieben Terrassen umgeben das Schloss. Ein Teil der 160 Zimmer kann mittlerweile besichtigt werden. Das Schlossmuseum hat eine Ansammlung von Waffen, Skulpturen, Möbeln und dekorativen Gegenständen vom 15. bis zum 19. Jahrhundert sowie ein Orchestrion von M. Welte & Söhne. Es enthält weiterhin ein Theater mit 60 Sitzen, das später zu einem Kino umgewandelt wurde. Mit den Wandgemälden wurde Gustav Klimt beauftragt. Da das Schloss vor allem durch seine Holzgewerke besticht, wurde eine Zentralheizung eingebaut, um offenes Feuer zu vermeiden. Diese wurde zwar zuerst mit Holz befeuert, aber nach dem Zweiten Weltkrieg auf Gas umgestellt. Es ist mit 2 Aufzügen und einer zentralen Staubsaugeranlage mit 4 Ausgängen ausgestattet. Von Beginn an hatte es fließendes Warmwasser, Telefonanschluss und elektrische Beleuchtung. Nach Carols Tod nahm seine Gemahlin, die Königin Elisabeth zu Wied, keinerlei weitere Veränderungen an dem Schloss vor. Sogar ihr Musikzimmer ließ sie unvollendet.
Für den 2008 erschienenen Film Brothers Bloom wurden einige Szenen am Schloss gedreht. Dabei wurde in einer Szene mittels visueller Effekte das Schloss gesprengt. 2011 diente das Schloss als Kulisse für den Film Eine Prinzessin zu Weihnachten mit Roger Moore in der Hauptrolle. Die 2017 erschienene Netflix-Produktion A Christmas Prince hatte ebenfalls das Schloss als Kulisse.